# Calanthe plantaginea
Calanthe plantaginea är en orkidéart som beskrevs av John Lindley. Calanthe plantaginea ingår i släktet Calanthe och familjen orkidéer.

## Underarter
Arten delas in i följande underarter:
- C. p. lushuiensis
- C. p. plantaginea